# Fabryka Samochodów Ciężarowych w Lublinie
La Fábrica de Automóviles para Carga de Lublin (en polaco: Fabryka Samochodów Ciężarowych w Lublinie, FSC w L) es uno de los grandes de la Industria automovilística de Polonia, que se ha establecido en Lublin.

## Historia
Cuando Polonia era parte del bloque comunista, se funda en 1950 y el primer vehículo que sale de sus líneas de ensamblaje lo hace el 7 de noviembre de 1951. Esta factoría se construyó en una zona campestre situada en las cercanías de Lublin, primeramente para producir vehículos comerciales ligeros y posteriormente furgonetas de carga, así como vehículos para el ejército.
Tras el colapso del comunismo en Polonia, para 1989; y tras el restablecimiento del sistema de libre mercado, la propiedad estatal sobre plantas como la FSC sería tomada por consorcios constructores de fuera de Polonia. Y en 1995, esta planta suscribe un acuerdo de cooperación con el autofabricante surcoreano Daewoo. Pronto se vieron los resultados como parte de ser ahora una nueva pieza de dicha compañía, la Daewoo Motor Polska. Para diciembre de 1995, en esta factoría se inicia la línea de ensamblaje del sedán de pasajeros Daewoo Nexia. Un total cercano a las 40,000 unidades de dicho vehículo se producen hasta el fin de su producción, en 1998. Luego, Daewoo a su vez reemplaza éste de las líneas de producción e inicia un proyecto conjunto con el manufacturador británico LDV para el desarrollo de una nueva furgoneta.
Daewoo a su vez en estas instalaciones produjo el Furgón Lublin y el vehículo de uso militar Honker.

### Fin de la era Daewoo
Daewoo experimentó su bancarrota, como consecuencia de la falta de previsión ante la crisis financiera, lo que conllevó a serias dificultades también en la planta de Lublin. La Daewoo Motor Polska entró oficialmente en bancarrota en octubre de 2001 y toda la producción en el complejo industrial de Lublin tuvo un paro inesperado. Luego, la Interall (LDV) adquiere la parte que la Daewoo tenía en el proyecto anterior de furgoneta y traslada toda la maquinaria a Birmingham, poniendo en producción en el año 2005 el prototipo como la Maxus.
En el 2003, la planta de la FSC sería adquirida por la firma británica Intrall; un grupo de inversiones que quería diversificar su negocio, y la producción de la Furgoneta Lublin fue reasumida.

## Productos
De 1963 a 1970 la compañía manufacturó (en conjunto con una factoría en Checoslovaquia) el TBP OT-64 SKOT. Con cerca de 4,500 blindados de esta clase producidos para los Ejércitos polaco y checoslovaco, se hizo incluso un gran lote de exportación para los ejércitos de otras naciones.
Algunos de los vehículos que se producen/produjeron en dicha planta comprenden el siguiente listado:
- Camión Lublin (1951–1959)
- Furgoneta Żuk (1959–1998)
- Furgoneta Nysa (1958–1994)
- Furgoneta Lublin (1993–2007)
- FSC Daewoo Korando (1993–2007)
- FSC Daewoo Musso (1993–2007)
- Daewoo Nexia/Daewoo Racer (1995–1998)
- Honker (1997–2007, 2009–presente)